# Tragia ukambensis
Tragia ukambensis är en törelväxtart som beskrevs av Ferdinand Albin Pax. Tragia ukambensis ingår i släktet Tragia och familjen törelväxter.

## Underarter
Arten delas in i följande underarter:
- T. u. ugandensis
- T. u. ukambensis